# Ventosilla de San Juan
Ventosilla de San Juan es una localidad española, pedanía del municipio de Renieblas, perteneciente a la provincia de Soria, en la comunidad autónoma de Castilla y León.

## Geografía
Forma parte  partido judicial de Soria y de la comarca de Soria.

## Historia
El censo de Pecheros de 1528, en el que no se contaban eclesiásticos, hidalgos y nobles, registraba la existencia de 17 pecheros, es decir unidades familiares que pagaban impuestos. En el documento original figura como Ventosa Caborrenieblas, formando parte del Sexmo de San Juan. 
A la caída del Antiguo Régimen la localidad se constituye en municipio constitucional, conocido entonces como Ventosilla, en la región de Castilla la Vieja que en el censo de 1842 contaba con 18 hogares y 74 vecinos. Hacia mediados del siglo XIX, el lugar, por entonces con ayuntamiento propio, tenía contabilizadas 22 casas. Aparece descrito en el decimoquinto volumen del Diccionario geográfico-estadístico-histórico de España y sus posesiones de Ultramar de Pascual Madoz de la siguiente manera:

VENTOSILLA: l. con ayunt. en la prov. y part. jud. de Soria (1 leg.), aud. terr. y c. g. de Búrgos (21), dióc. de Osma. sit. en un alto á la márg. der. del r. Moñigon, libre á la influencia de los vientos, goza de clima sano: tiene 22 casas, la consistorial, escuela de instruccion primaria frecuentada por 10 alumnos á cargo de un maestro, dotado con 40 rs. y 10 fan. de trigo; una igl. (San Agustin) aneja de la de Renieblas. Confina el térm. con los de Buitrago, Renieblas, Velilla y Fuentecantos: el terreno bañado por el indicado r. es de mediana calidad; comprende buenos prados naturales. caminos: los locales y el que conduce á la Rioja. prod.: cereales, legumbres y buenos pastos, con los que se mantiene ganado lanar, cabrio, vacuno, mular y asnal. ind.: la agrícola y recriacion de ganados. comercio: esportacion del sobrante de frutos, ganado y lana, é importacion de los art. que faltan. pobl.: 18 vec. 74 alm. cap. imp.: 19,389 rs. 16 mrs.
(Madoz, 1849, p. 667)

Posteriormente integrarse en Renieblas.

## Demografía
En el año 1981 contaba con 14 habitantes, concentrados en el núcleo principal, pasando a 22 en 2009.